# Sandro Wagner
Sandro Wagner (født 29. november 1987 i München, Vesttyskland) er en tysk fodboldspiller, der spiller som midtbanespiller eller angriber hos Bundesliga-klubben FC Bayern München. Han kom til klubben i 2017. Han har tidligere spillet for Werder Bremen, Bayern München og MSV Duisburg. Han har med Bayern været med som reservespiller, med til at vinde Bundesligaen og DFB-Pokalen i 2008.

## Landshold
Wagner har endnu ikke optrådt for Tysklands A-landshold, men har siden 2008 optrådt flere gange for landets U-21 hold, med hvilket han blev europamester 2009 ved U21-EM i Sverige.

## Titler
Bundesligaen
- 2008 med Bayern München

DFB-Pokal
- 2008 med Bayern München